# Fastlane (2017)
L'édition 2017 de Fastlane est un Premium Live Event de catch (lutte professionnelle) produit par la World Wrestling Entertainment, une fédération de catch américaine qui est télédiffusée et visible en paiement à la séance sur le WWE Network, ainsi que gratuitement sur la chaîne de télévision française AB1. L'événement a eu lieu le 5 mars 2017 au BMO Harris Bradley Center à Milwaukee (Wisconsin). Il s'agit de la 3e édition de Fastlane qui est exclusivement réservée à la division Raw.

## Contexte
Les spectacles de la World Wrestling Entertainment (WWE) sont constitués de matchs aux résultats prédéterminés par les scénaristes de la WWE. Ces rencontres sont justifiées par des storylines – une rivalité avec un catcheur, la plupart du temps – ou par des qualifications survenues dans les shows de la WWE telles que Raw, SmackDown et NXT. Tous les catcheurs possèdent une gimmick, c'est-à-dire qu'ils incarnent un personnage gentil (Face) ou méchant (Heel), qui évolue au fil des rencontres. Un événement comme Fastlane est donc un événement tournant pour les différentes storylines en cours,.

## Tableau des matchs
| Ordre par numéros | Résultat                                                                             | Stipulation(s)                                       | Temps |
| --- | ------------------------------------------------------------------------------------ | ---------------------------------------------------- | ----- |
| 1P | Rich Swann et Akira Tozawa battent The Brian Kendrick et Noam Dar (avec Alicia Fox)  | Tag Team match                                       | 9:25  |
| 2 | Samoa Joe bat Sami Zayn par soumission                                               | Match simple                                         | 9:45  |
| 3 | The Good Brothers (Luke Gallows et Karl Anderson) (c) battent Enzo Amore et Big Cass | Tag Team match pour le WWE Raw Tag Team Championship | 8:40  |
| 4 | Sasha Banks bat Nia Jax                                                              | Match simple                                         | 8:15  |
| 5 | Cesaro (avec Sheamus) bat Jinder Mahal                                               | Match simple                                         | 8:12  |
| 6 | Big Show bat Rusev (avec Lana)                                                       | Match simple                                         | 8:40  |
| 7 | Neville (c) bat Gentleman Jack Gallagher                                             | Match simple pour le Cruiserweight Championship      | 12:08 |
| 8 | Roman Reigns bat Braun Strowman                                                      | Match simple                                         | 17:13 |
| 9 | Bayley (c) bat Charlotte Flair                                                       | Match simple pour le WWE Raw Women's Championship    | 16:49 |
| 10 | Goldberg bat Kevin Owens (c)                                                         | Match simple pour le WWE Universal Championship      | 00:22 |
| La lettre C placée entre parenthèses désigne la personne ou l’équipe championne en titre. P – indique que le match a eu lieu lors du pré-show |                                                                                      |                                                      |       |

## Déroulement du Main Event pour le championnat Universel
Ce match est pour le championnat Universel entre le champion Kevin Owens contre l'Icone Goldberg. Goldberg fait son entreé suivant son tour au champion de faire son entreé Kevin Owens mais juste après la sonnette, Chris Jericho fais lui son entreé pour intervenir dans le match de championnat mais Goldberg en profite pour porter son Spear sur Kevin Owens Goldberg relève Kevin Owens mais Goldberg lui fait son Jackhammer ce qui fait à Goldberg pour être le nouveau champion Universel il l'a battu avec seulement un spear et un jackhammer mais Chris Jericho en rigole de voir son ancien meilleur pote Kevin Owens perdre son titre et perdre le match en quelque seconde.